# Trey Songz
Tremaine "Trey" Aldon Neverson (født 28. november 1984 i Petersburg, Virginia), bedre kendt under kunstnernavnene "Trey Songz" og "Trigga", er en amerikansk sanger, rapper, sangskriver, pladeproducer og skuespiller. Hans debutalbum, I Gotta Make It, blev udgivet i 2005, mens hans andet album, Trey Day, blev udgivet i 2007. Hans tredje album, Ready, blev udgivet i 2009, mens hans fjerde studiealbum, Passion, Pain & Pleasure, blev udgivet den 14. september, 2010. Hans femte album Chapter V blev udgivet den 21. august 2012. Hans sjette studiealbum, Trigga, blev udgivet den 1. juli, 2014

## Liv og karriere

### 1984-2003: Tidlige liv og karrieres begyndelse
Songz blev født Tremaine Neverson den 28. november 1984 i Petersburg, Virginia . Hans mor, April (Gholson) Tucker, var sytten da han blev født. Opfattet som en militær møgunge af sin mor og stedfar, havde Songz ikke forhåbninger om en musikalsk karriere som barn på grund af hans generthed, og har senere udtalt; "At synge var ikke en realitet for mig, indtil andre folk begyndte at lægge mærke til jeg lød godt." Han kendte sine vokale evner da han blev 14 år. Tilbageholdende med at synge, begyndte han at optræde med opmuntring fra venner og familie i gymnasiet. Pladeproducer Troy Taylor opdagede Songz under et talent show i 2000, der førte ham til at underskrive en pladekontrakt med Atlantic Records i 2002. Efter sin eksamen fra high school i 2002 flyttede Tremaine til New Jersey for at starte indspilningen af sit debutalbum, selvom indspilningen faktisk ikke begyndte før 2003.

### 2004-08: I Gotta Make It og Trey Day
Mens han indspiller sit debutalbum i 2004, får Songz udgivet flere mixtapes under alias Prince of Virginia. En af de mixtapes indeholdt et svar-nummer til R. Kelly 's "Trapped in the Closet", med titlen "Open the Closet". Sangen medførte at Trey fik en del dårlig omtale. Hans debutalbum, I Gotta Make It, blev udgivet den 26. juli 2005. Det debuterede som # 20 på Billboard 200 , og solgte 40.000 eksemplarer i sin første salgsuge. Det har solgt 300.000 plader i USA, men blev aldrig certificeret af RIAA. Songz debut single, Gotta Make It, feat. Twista , blev udgivet i marts 2005 og nåede # 87 på Billboard Hot 100 og # 21 om Hot R & B / Hip-Hop Songs . Det høstede succes i R & B undergrunden, men slå ikke igennem på det brede marked. Albummets anden og sidste single, Gotta Go, blev udgivet i juli 2005 og nåede # 67 på Hot 100 og # 11 på Hot R & B / Hip-Hop Songs chart, og den bliver endnu mere vellykket end hans debut single i R & B / urban samfund og i mainstream samfund. Efter succesen på sin debut plade, var han nu med på den første single fra Twistas femte album "The Day After" Den single, " Girl Tonite "nåede # 14 på Hot 100 og # 3 på Hot R & B / Hip-Hop Songs chart, at blive et kæmpe hit.
Trey Songz udfører i 2007.
I midten af 2006 begyndte Songz arbejde på en opfølgning album til sin debut med sin mangeårige samarbejdspartner Troy Taylor og samtlige hitmakers Bryan-Michael Cox , Danja , Stargate og R. Kelly til at skabe albummet. Trey fokuserede albummet på at være mere mainstream-orienteret end sit debutalbum. Hans andet album, Trey Day , blev udgivet den 2. oktober 2007. Albummet nåede # 11 på Billboard 200 , solgte 73.000 eksemplarer i sin første uge. Det har siden solgt 400.000 plader i USA, at blive hans andet album ikke at blive certificeret af RIAA. Albummet skulle blive frigivet den 8. maj 2007, men blev hele tiden udskudt, for at en vellykket enkelt at gå forud for albummet, som den ledende single undladt at påvirke diagrammer.
Hans andet album blev efterfulgt af den ledende single, " Wonder Woman ", som blev udgivet i februar 2007. Den nåede # 54 på Hot R & B / Hip-Hop Songs chart, men undlod at påvirke Hot 100. På grund af det indre manglende blev hans andet album forsinket fra maj 2007 til oktober 2007. Albummets anden single, " Cant help but wait ", blev udgivet i august 2007 og blev udgivet for at fremme sit andet album, og filmen Step Up 2 the Streets soundtrack som en enkelt for det. Singlen nåede # 14 på Hot 100, og # 2 på Hot R & B / Hip-Hop Songs chart. Det blev Songz første Top 20 hit på Hot 100, og bidrog til at øge sit andet albums salg. Singlen var også nomineret til bedste mandlige R & B Vocal Performance på 2008 50th Grammy Awards . Den tredje single fra albummet, " Last time ", blev udgivet i januar 2008 og nåede # 69 på Hot 100 og # 9 på Hot R & B / Hip-Hop Songs chart. Den fjerde og sidste single fra albummet, "Missin 'You", blev udgivet i maj 2008, men undlod at kortlægge helt. I midten af 2008 blev Songz nomineret til en BET Award for bedste mandlige R & B kunstner, men ikke vandt ikke prisen.

### 2009-11: Ready og Passion, Pain & Pleasure
I slutningen af 2008 begyndte Trey arbejde på sit tredje studiealbum med Bryan-Michael Cox , Sean Garrett , Stargate og Troy Taylor og rettet for the record til at være mere moden end hans første to. Før frigive sit tredje album, Songz udgivet et mixtape med titlen Anticipation i juni 2009 gennem sin blog, som bød på sange fra hans tredje album. [10] Et andet mixtape fra Trey blev udgivet i sommeren 2009, kaldet Genesis. Genesis var en samling af Trey Songz første optagelser, da han var femten år gammel og blev udgivet for at vise sine fans det engagement, han havde at gøre en rekord, da han var ung. [11] Trey udgivet sit tredje studiealbum, Ready , den 31. august 2009. Albummet nåede # 3 på Billboard 200 , solgte 131.000 eksemplarer i sin første uge. [12] Det er hans bedste første uge salg til dato, og albummet blev hans første til at nå Top 10 på Billboard 200. Albummet er siden solgt over 1.000.000 records i USA, tjener en Platinum certificering fra RIAA i juni 2014 at blive hans første Platinum album.
Trey Songz udfører på Summer Jam den 5. juni 2010.
Den første single fra albummet, " Jeg har brug for en pige ", blev udgivet i april 2009 og nåede # 5 på Hot R & B / Hip-Hop Songs Chart og # 59 på Hot 100, bliver en R & B / urban hit, men ikke en mainstream hit. En salgsfremmende single, " Vellykket ", featuring rapperen Drake , blev udgivet i juni 2009 og nåede # 17 på Hot 100, bliver Songz tredje Top 20 hit. Singlen fungerede også som den anden og sidste single fra Drakes EP , So Far Gone . Den anden officielle single fra hans tredje album, " LOL Smiley Face ", featuring Soulja Boy Tell 'Em og Gucci Mane , blev udgivet i august 2009 og nåede # 51 på Hot 100 og # 12 på Hot R & B / Hip-Hop Songs diagram. Den tredje single fra albummet, " Jeg opfandt Sex ", featuring Drake, blev udgivet i oktober 2009 og nåede # 42 på Hot 100, men # 1 på Hot R & B / Hip-Hop Songs chart, at blive hans første single til toppen at diagram. Ligesom de to første singler fra albummet, den opnåede succes i R & B / bysamfund, men kun nogle mainstream succes. kortlagt i Billboard Hot 100, og toppede R & B chart. Den fjerde single fra albummet, " Sig Aah ", featuring rapperen Fabolous , blev udgivet i januar 2010 og nåede # 9 på Hot 100 og # 3 på Hot R & B / Hip-Hop Songs chart. Det indre er blevet Trey højeste kortlægning single på Hot 100 og en af hans mest succesfulde singler på Hot R & B / Hip-Hop Songs chart.
Den femte og sidste single fra albummet, " Neighbors Know My Name ", blev udgivet i februar 2010 og nåede # 43 på Hot 100 og # 4 på Hot R & B / Hip-Hop Songs chart. En sjette single, "Yo side af sengen", skulle blive frigivet i juni 2010, men dens udgivelse blev aflyst på grund af ukendte årsager. En musikvideo, og byder på sangerinden Keri Hilson , blev filmet og udgivet, dog. Songz var også åbningen handle for Jay-Z på hans Jay-Z Fall Tour i slutningen af 2009. Albummet blev nomineret til Best Contemporary R & B Album på 52. Grammy Awards i 2010, men tabte til Beyoncés I Am ... Sasha Fierce . Den 1. april 2010 indspillede han en episode af MTV Unplugged , som luftes den 26. april 2010. [13] En dokumentarfilm-serie om Trey, Trey Songz: My Moment, begyndte i juni 2010 til positive anmeldelser og høje ratings. Den 10-del serie vil ende i august 2010 og følger Trey i sin tid som åbning handle på Jay-Z 's Jay-Z Fall Tour i slutningen af 2009.
Songz fjerde studiealbum, Passion, Pain & Pleasure , blev udgivet den 14. september, 2010. [14] Trey begyndte at arbejde på albummet i begyndelsen af 2010 med Sean Garrett , Troy Taylor og Stargate , og har udtalt, at albummet vil være hans mest personlige til dato. Albummet blev afsluttet i juli 2010. Albummets første single, " Bottoms Up ", og byder kvindelig rapper Nicki Minaj, blev udgivet den 27. juli 2010 og har nået nummer 6 på Billboard Hot 100 chart, at blive hans største hit til dato. Det indre er siden blevet certificeret 3x Platinum. Dens video blev filmet den 31. juli 2010 og afventer udgivelse. [15] Trey også filmet video til albummets anden single, "ikke kan være venner", den 1. august 2010. [15] "kan ikke Venner "blev udgivet som albummets anden single i august 2010. [15] Songz påbegyndte Passion, Pain & Pleasure Tour den 6. august 2010, med sangerinden Monica . Turen er hans første hovednavn tour til dato og består af shows i steder som sæde 3.000 til 5.000 personer. Songz bidrog også sangen "allerede taget" til Step Up 3D soundtrack, som blev udgivet den 27. juli 2010. Han filmede en video til sangen, der blev udgivet i juli 2010. Den førende dame i videoen er tidligere kæreste og professionel danser Helen Gedlu. Songz optrådte på 2010 MTV Video Music Awards den 12. september 2010. [16] Songz udføres på BET Awards 2011 , der udsendes den 26. juni 2011. [17]

### 2011-12: Inevitable og Chapter V
Den 18. august 2011 blev det meddelt Songz vil arbejde på hans femte studiealbum med titlen Chapter V . [18] I et interview Trey sagde albummet, som vil fungere som opfølgning til Passion, Pain & Pleasure, siges at være afsluttet. Han gennemførte også på at sige "Det er min sjette år i spillet, så jeg har været her i et stykke tid nu. Du kan forvente det bedste, mig, du nogensinde har hørt. Jeg har ikke nogen udgivelsesdatoer i tankerne lige nu, men Jeg laver bare musik og nyder mig i studiet og have det sjovt. Når jeg kommer til et sted, hvor jeg føler mig komfortabel at sige en dato eller alt dette, vil folk helt sikkert kender. Jeg har et par drøm samarbejder på det album, som jeg ønsker, men de siger, hvis du blæse ud dit lys og gøre et ønske, kan du ikke fortælle folk, hvad du beder om eller vil det ikke komme rigtigt ". Kapitel 5 blev Songz første amerikanske nummer et album. [19]
Den 28. november 2011, på hans fødselsdag, Songz udgivet sin uundgåelig EP at forberede udgivelsen af hans album. I februar 2012 vil Songz gå i gang med hans Anticipation 2our at fremme hans mixtape Anticipation 2 og at øge kendskabet til sit nye album.
I juli 2011 blev han kastet i Texas Chainsaw 3D som Ryan, den mandlige hovedrolle. [20] Filmen blev udgivet den 4. januar 2013.

### 2013-nu: Trigga
, I et radiointerview med KS 107,5, Songz bekræftede den 20 Juni 2013, at han allerede havde indspillet omkring otte sange til sit sjette studiealbum. Songz antydede også på et samarbejde med Ne-Yo . [ redigér ] Juledag Songz udgivet sangen med titlen " Na Na "på The Angel Network. [21] I februar 2014 Songz udgivet et andet spor featuring Young Jeezy kaldet "Ordinary " [22] , og han var også med på remix til Mariah Carey 's single, " Du er min (Eternal) . " Den 15. februar 2014 offentliggjorde den foreløbige overgang til albummet, Trigga at være 30. juni. [23] I marts 2014 Songz udgivet musikvideoen til "Na Na" [24] , og en anden sang kaldet "Smart Phones". [ 25] Den 1. april 2014 50 Cent udgivet en enkelt byder Songz, med titlen " Smoke ", fra hans femte studiealbum Animal Ambition . [26]

## Diskografi
Albums
- I Gotta Make It (2005)
- Trey Day (2007)
- Ready (2009)
- Passion, Pain & Pleasure (2010)
- Chapter V  (2010-2012)
- Trigga (2014)

## Filmografi
- Texas Chainsaw 3D (Ryan)
- You're Mine (Video short)
- Baggage Claim (Damon)
- Queen of Media (Trey)
- Preacher's (Kid Monty)